# Joanna Pacitti
Joanna Pacitti, nota anche semplicemente come Joanna (Filadelfia, 6 ottobre 1984), è una cantante e attrice statunitense.

## Biografia

### Gli esordi musicali e teatrali
Joanna Pacitti, di origini italo-irlandesi, è nata il 6 ottobre del 1984 da Stella e Giuseppe Pacitti. Joanna si appassionò al mondo della musica all'età di cinque anni quando iniziò a cantare ai clienti del salone di barbiere gestito da suo padre. Successivamente si iscrisse a danza classica e grazie all'impegno di sua madre ha iniziato a competere con alcuni talenti nei locali di ballo e a partecipare ad alcuni concorsi. Nel 1996, all'età di soli 12 anni fu scelta per il 20º anniversario del musical Annie dopo aver partecipato ad un concorso sponsorizzato dal centro commerciale Macy's.
Joanna Pacitti partecipò a ben 106 performance nel tour nazionale, ottenendo contrastanti critiche. Due settimane prima dello show era stata costretta ad atterrare a Broadway. Successivamente si ammalò di bronchite, ma dopo essere stata sostituita ritornò subito in scena e iniziò a venire pubblicizzata in modo massiccio. Sono in molti a ritenere che questa mossa non sia stata altro che programmata dai produttori al fine di promuoverne ulteriormente il debutto a Broadway. Successivamente Joanna venne sponsorizzata e pubblicizzata ovunque: su ABC World News Tonight, Good Morning America, American Journal e Turning Point. Dopo questa esperienza ebbe poi l'opportunità di pubblicare libri e di partecipare a show televisivi.

### Carriera musicale
All'età di 16 anni riuscì a firmare un contratto con la A&M di Ron Fair, l'uomo che lanciò artisti come Christina Aguilera o Vanessa Carlton. Joanna Pacitti registrò alcune colonne sonore, tra cui il brano Watch Me Shine per Legally Blonde nel 2001, contenuta anche in un CD promozionale di 5 tracce pubblicato nel 2002. Il brano Watch Me Shine venne successivamente registrato gruppo taiwanese S.H.E che ne incise una cover.
Nel maggio del 2006 venne pubblicato il suo primo singolo "Let It Slide" tramite la Geffen Records e venne diffuso nelle radio e nelle televisioni verso la fine di giugno. Il suo album di debutto, This Crazy Life è stato pubblicato il 15 agosto del 2006.
L'album ottenne un successo piuttosto scarso, il flop portò la Geffen Records a licenziare la cantante. Dal settembre del 2007 Joanna Pacitti non è stata più sotto contratto con la Geffen.
Successivamente Joanna incise altre colonne sonore e si mise a lavorare ad un nuovo album, pur essendo priva di contratto.
Joanna però dopo essere stata concorrente nell'ottava edizione di American Idol, dove ha superato anche un'audizione, ha dichiarato di stare lavorando al secondo album che si trova già in fase di registrazione.

## Discografia

### Album
| Informazioni sull'album |
| --- |
| This Crazy Life - Uscito: 15 agosto, 2006 (U.S.A.) - Produttore: Geffen Records - Posizione nelle Classifiche: numero 31 Heatseekers - Singoli: - 2006: Let it Slide - 2006: Screaming Infidelities |

### Colonne sonore
- 2001 Legally Blonde Soundtrack – Watch Me Shine
- 2003 My Scene's Chelsea Mix – Just When You're Leaving
- 2004 First Daughter Soundtrack - Fall
- 2007 Nancy Drew Soundtrack - Pretty Much Amazing
- 2007 Bratz Soundtrack - Out From Under

## Filmografia
- Le cose che amo di te (What I Like About You) - serie televisiva (2005)